# Цератозавриды
Ceratosauridae (Марш, 1884) — семейство, включающее 6 видов цератозавра и 1 вид гениодекта. Входит в группу Neoceratosauria, включающую также крупное надсемейство Abelisauroidea.

## Классификация
- Инфраотряд: Цератозавры (Ceratosauria)
  - Надсемейство: Neoceratosauria
    - Семейство: Цератозавриды (Ceratosauridae)
      - Род: Ceratosaurus
      - Род: Genyodectes